# Liste der Mitglieder der National Academy of Sciences/1909
Im Jahr 1909 wählte die National Academy of Sciences der Vereinigten Staaten 13 Personen zu ihren Mitgliedern.

## Neugewählte Mitglieder
- Joseph S. Ames (1864–1943)
- Maxime Bôcher (1867–1918)
- Frank Clarke (1847–1931)
- John Clarke (1857–1925)
- John M. Coulter (1851–1928)
- Henry Crew (1859–1953)
- Waldemar Lindgren (1860–1939)
- Thomas H. Morgan (1866–1945)
- Albrecht Penck (1858–1945)
- Gustaf Retzius (1842–1919)
- Wilhelm von Waldeyer-Hartz (1836–1921)
- Henry Wheeler (1867–1914)
- Wilhelm Wundt (1832–1920)